# Ivan Ignat'evič Jakubovskij
Ivan Ignat'evič Jakubovskij (in russo Ива́н Игна́тьевич Якубо́вский?; Zajcava, 7 gennaio 1912 – Mosca, 30 novembre 1976) è stato un generale e politico sovietico, Maresciallo dell'Unione Sovietica.
Entrato a far parte delle truppe corazzate dell'Armata Rossa, prese parte alla seconda guerra mondiale combattendo con grande coraggio e determinazione al comando di formazioni corazzate. Si distinse nella maggior parte delle grandi battaglie della Grande Guerra Patriottica guidando le sue unità di carri, inquadrate nella famosa 3ª Armata carri della Guardia del generale Pavel Rybalko, spesso in prima linea all'avanguardia nelle grandi offensive sovietiche della seconda parte della guerra.
Considerato uno dei più brillanti, valorosi ed energici ufficiali dell'Armata Rossa, dopo la vittoria nella seconda guerra mondiale continuò una prestigiosa carriera fino a prendere il comando negli anni settanta di tutte le forze militari del Patto di Varsavia, mantenendo questo incarico fino alla morte nel 1976.

## Biografia

### Gli inizi
Ivan Jakubovskij era il sesto figlio di una famiglia di contadini della Bielorussia e trascorse l'infanzia lavorando nelle campagne del suo villaggio e frequentando la scuola rurale; dal 1930 lavorò come segretario di sezione nel consiglio del villaggio di Makarjevskij e fu impiegato anche in fabbrica. Il giovane frequentò anche nel 1932 due corsi alla scuola di Orša.
Entrato a far parte dell'Armata Rossa nel 1932, si diplomò alla Scuola militare bielorussa "Michail Kalinin" a Minsk nel 1934 e prestò servizio come comandante di un plotone d'addestramento nella 27ª Divisione fucilieri "Omsk", stanziata a Vitebsk. Nel 1935 Jakubovskij frequentò i corsi d'addestramento a Leningrado, prima di prestare servizio in varie formazioni corazzate nel Distretto militare bielorusso come comandante di plotone, comandante di compagnia, capo di stato maggiore di battaglione e comandante di un battaglione d'addestramento.  Nel settembre 1939 durante l'invasione sovietica della Polonia orientale, Jakubovskij comandava una compagnia di carri armati inserita nello schieramento del "fronte bielorusso"; egli prestò servizio anche nel 1939-1940 nella Guerra d'inverno contro la Finlandia.

### Nella Grande Guerra Patriottica
Il 22 giugno 1941 la Wehrmacht tedesca diede inizio all'operazione Barbarossa, l'invasione dell'Unione Sovietica, e Ivan Jakubovskij entrò in guerra fin dai primi giorni combattendo sul confine occidentale come comandante di un battaglione di carri; egli prese parte alle tragiche battaglie difensive in Bielorussia e la sua unità fu una delle ultime formazioni sovietiche a difendere Minsk, battendosi disperatamente per fermare l'irruzione dei tedeschi nel centro urbano. Dopo aver comandato un reggimento carri sul fronte occidentale nel corso della battaglia di Mosca, Jakubovskij divenne nel gennaio 1942 vice-comandante e nel marzo 1942 comandante in capo della 91ª Brigata carri, assegnata al settore meridionale del fronte orientale.  Nella primavera 1942 la sua brigata carri partecipò con successo all'offensiva nel settore del Donec a est di Char'kov, mentre nell'estate 1942 l'unità di Jakubovskij faceva parte della 28ª Armata schierata a difesa che dovette battere in ritirata durante le fasi iniziali dell'operazione Blu, la nuova offensiva estiva tedesca. Jakubovskij si distinse, nonostante le sconfitte, in questa fase della guerra e la sua 91ª Brigata carri rimase in azione durante l'estate partecipando anche alle fasi iniziali della battaglia di Stalingrado, durante le quali, assegnata alla 66ª Armata, venne impiegata nelle controffensive di disturbo sferrate dal comando sovietico per intralciare l'avanzata tedesca verso il Volga.
Jakubovskij guidò la 91ª Brigata carri anche nella decisiva fase offensiva della battaglia di Stalingrado; la formazione, inquadrata nella 65ª Armata, prese parte all'operazione Urano, la grande manovra d'accerchiamento iniziata il 19 novembre 1942, e dal 10 gennaio 1943 costituì anche una delle principali unità corazzate assegnate al generale Konstantin Rokossovskij per la finale operazione Anello. Jakubovskij quindi prese parte ai prolungati e violenti combattimenti del mese di gennaio 1943 che si conclusero con il totale annientamento delle truppe tedesche della 6. Armee accerchiate nella sacca di Stalingrado.
Nella primavera 1943 Jakubovskij, promosso colonnello, venne assegnato con la sua brigata corazzata alla 3ª Armata carri, la nuova formazione meccanizzata in costituzione sotto il comando dell'energico generale Pavel Rybalko; l'unità di Jakubovskij avrebbe costituito il reparto di riserva dell'armata e fin dall'inizio egli ebbe modo di mettere in mostra determinazione e spirito offensivo guadagnando la stima del suo comandante superiore. La 91ª Brigata carri venne impiegata a luglio 1943 nella difficile operazione Kutuzov contro il saliente di Orël e Jakubovskij guidò i suoi mezzi corazzati in profondità raggiungendo importanti obiettivi tattici.
Dopo i duri combattimenti nel saliente di Orël, il colonnello Jakubovskij si distinse soprattutto durante la successiva campagna autunnale sulla linea del Dniepr; sempre al comando della 91ª Brigata carri, che spesso ebbe il ruolo do unità di avanguardia della 3ª Armata carri del generale Rybalko, riuscì ad effettuare con successo l'attraversamento del fiume il 25 ottobre 1943 e subito dopo ricevette la missione decisiva di avanzare con la massima rapidità verso il centro ferroviario di Fastov per coprire l'avanzata principale verso Kiev. L'attacco ebbe successo e Jakubovskij entrò a Fastov il 5 novembre 1943; nei giorni seguenti dovette affrontare il contrattacco della 25. Panzer-Division ma i carri sovietici riuscirono a respingere con pesanti perdite il nemico; la 91ª Brigata carri distrusse alcune decine di panzer tedeschi, e Jakubovskij ricevette per la sua condotta aggressiva e per la sua capacità di comando l'onorificenza di Eroe dell'Unione Sovietica.
Dopo questi brillanti successi, Jakubovskij continuò a guidare la sua brigata carri anche nella successiva campagna di primavera 1944 dove in una fase assunse il comando diretto di tutti i mezzi corazzati residui della 3ª Armata carri della Guardia, conseguendo nuove vittorie nella difficile offensiva verso i Carpazi.
Nel giugno 1944 egli divenne vice-comandante del 6º Corpo carri della Guardia e prese parte all'offensiva Leopoli-Sandomierz dell'estate 1944 che si concluse con un'importante vittoria strategica e con la conquista di teste di ponte sulla Vistola. In questa operazione e nella successiva offensiva Vistola-Oder del gennaio 1945, Jakubovskij fu sempre al centro dell'azione e guidò personalmente le unità corazzate d'avanguardia impegnate nel confronto diretto con i panzer tedeschi; per il suo valoroso comportamento e per l'abilità di comando, egli ricevette nuovamente il 23 settembre 1944 l'onorificenza di Eroe dell'Unione Sovietica. Dall'aprile 1945 Jakubovskij, promosso dal 20 aprile 1945, maggior generale delle truppe corazzate, partecipò infine, come vice comandante del 7º Corpo carri della Guardia, alle operazioni finali a Berlino e Praga.

### Guerra fredda

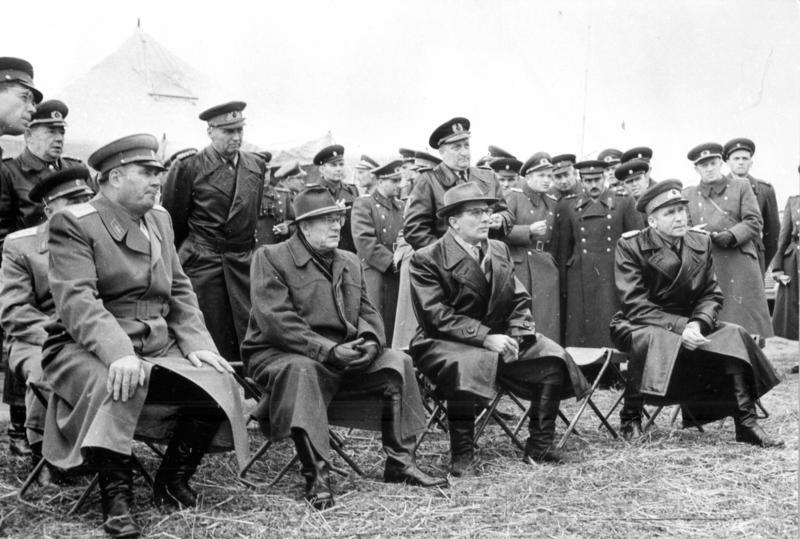
Jakubovskij, a sinistra, assiste a manovre militari insieme al generale della Nationale Volksarmee Heinz Hoffmann ed a Erich Honecker.

Dopo la fine della seconda guerra mondiale, Jakubovskij continuò il servizio nell'Armata Rossa come vice comandante delle forze corazzate del Distretto militare di Leningrado, mentre nel 1948 frequentò i corsi dell'Accademia militare di stato maggiore. Negli anni seguenti continuò a servire nelle truppe meccanizzate sovietiche assumendo il comando nel marzo 1948 di una divisione carri nel Distretto militare bielorusso; nell'aprile 1952 divenne comandante delle forze corazzate e motorizzate del Distretto militare dei Carpazi Jakubovskij venne promosso tenente generale delle forze corazzate il 3 marzo 1953 e dal dicembre 1953 all'aprile 1957 guidò la famosa 1ª Armata carri della Guardia assegnata, con quartier generale a Dresda, al Gruppo di forze sovietiche in Germania, le truppe scelte dell'Armata Rossa schierate nella Repubblica Democratica Tedesca.
Nel luglio 1957 Jakubovskij divenne vice comandante in capo del Gruppo di forze sovietiche in Germania, quindi il 18 agosto 1958 venne nuovamente promosso al grado di colonnello generale; nell'aprile 1960 assunse il comando in capo delle forze sovietiche nella DDR, e quindi venne coinvolto in prima persona nella drammatica crisi di Berlino del 1961 che rischiò di provocare una catastrofica guerra in Europa tra le due superpotenze e i loro alleati. Nel momento culminante della crisi la dirigenza sovietica nominò il maresciallo Ivan Konev responsabile superiore del Gruppo di forze sovietiche in Germania, mentre Jakubovskij divenne il vice comandante e diresse personalmente le operazioni delle truppe sovietiche nell'area berlinese. Dopo il superamento del momento più pericoloso della crisi, nell'aprile 1962, Jakubovskij tornò al comando supremo del Gruppo di forze sovietiche in Germania, incarico che mantenne fino al gennaio 1965 quando venne trasferito alla direzione del Distretto militare di Kiev.

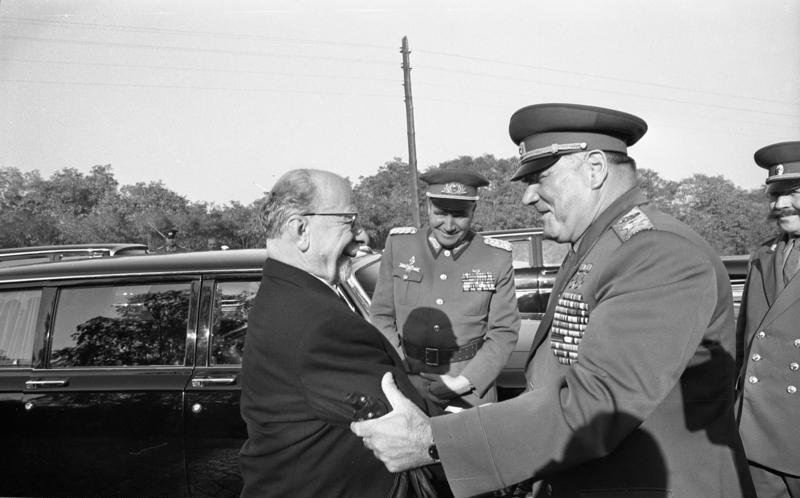
Il maresciallo Jakubovskij incontra Walter Ulbricht

Il generale Jakubovskij era ormai uno degli ufficiali superiori più rispettati, energici ed esperti dell'Esercito sovietico e quindi nell'ultima parte della sua carriera raggiunse elevatissimi incarichi di responsabilità di comando; il 12 aprile 1967, contemporaneamente alla nomina del maresciallo Andrej Grečko come ministro della Difesa dell'Unione Sovietica, Jakubovskij divenne primo vice ministro della Difesa dell'Unione Sovietica e venne promosso al grado supremo di maresciallo dell'Unione Sovietica, mentre a luglio dello stesso anno divenne il comandante in capo di tutte le forze del Patto di Varsavia. Nel 1968 egli fu coinvolto nell'invasione della Cecoslovacchia da parte del Patto di Varsavia per reprimere il movimento della Primavera di Praga che sembrava minacciare la coesione del Patto di Varsavia.
Il maresciallo Jakubovskij mantenne il comando in capo del Patto di Varsavia fino alla morte nel 1976, prestando servizio con distinzione anche in questo ultimo importantissimo incarico politico-militare, mantenendo con efficacia i contatti con le autorità politiche dei paesi alleati dell'Unione Sovietica e guadagnando ulteriore prestigio per la sua rigida aderenza ai doveri militari e per l'attenzione posta al miglioramento delle prontezza operativa delle sue forze.
Ivan Jakubovskij mise in evidenza durante la seconda guerra mondiale grandi doti di coraggio personale e si mostrò in grado di promuovere e impiegare soluzioni tattiche originali agendo con indipendenza di giudizio e grande aggressività; nel corso delle durissime battaglie a cui prese parte fu ripetutamente ferito e ustionato all'interno deo suo carro armato. Secondo i ricordi dei suoi colleghi, il maresciallo Jakubovskij era dotato di qualità personali brillanti; numerosi aneddoti evidenzianti il suo singolare carattere sono riportate nelle memorie di coloro che lo conobbero personalmente. Costantemente contrario all'arrivismo e al carrierismo, il maresciallo Jakubovskij, dopo essersi dimostrato negli anni bellici uno dei migliori comandanti di minori unità corazzate dell'Armata Rossa, nell'ultima parte della sua vita confermò la sua preparazione, la rigida integrità morale e il suo attaccamento al servizio nell'esercito.